# Stary Krzesk
Stary Krzesk – wieś w Polsce położona w województwie mazowieckim, w powiecie siedleckim, w gminie Zbuczyn. Ma status sołectwa.
Wieś szlachecka Krzesko Stare położona była w drugiej połowie XVI wieku w ziemi łukowskiej województwa lubelskiego. Do 1954 roku istniała gmina Królowa Niwa, której Stary Krzesk był siedzibą. W latach 1975–1998 miejscowość administracyjnie należała do województwa siedleckiego.
Wierni Kościoła rzymskokatolickiego należą do parafii Matki Bożej Częstochowskiej w Krzesku-Majątku.